# Stephan Winkelmann
Stephan Winkelmann (Berlino, 18 ottobre 1964) è un dirigente d'azienda tedesco naturalizzato italiano.
Winkelmann è stato presidente e amministratore delegato di Automobili Lamborghini, dal 1º gennaio 2005 al 15 Marzo 2016. Successivamente è diventato presidente di Audi Sport (precedentemente quattro GmbH) divisione sportiva dell'Audi. Con effetto dal 1º gennaio 2018 Stephan Winkelmann è Presidente di Bugatti Automobiles S.A.S. A seguito della nomina di Stefano Domenicali a CEO e presidente della Formula 1, il 1º dicembre 2020 Winkelmann torna ad assumere i ruoli di presidente e amministratore delegato di Automobili Lamborghini.

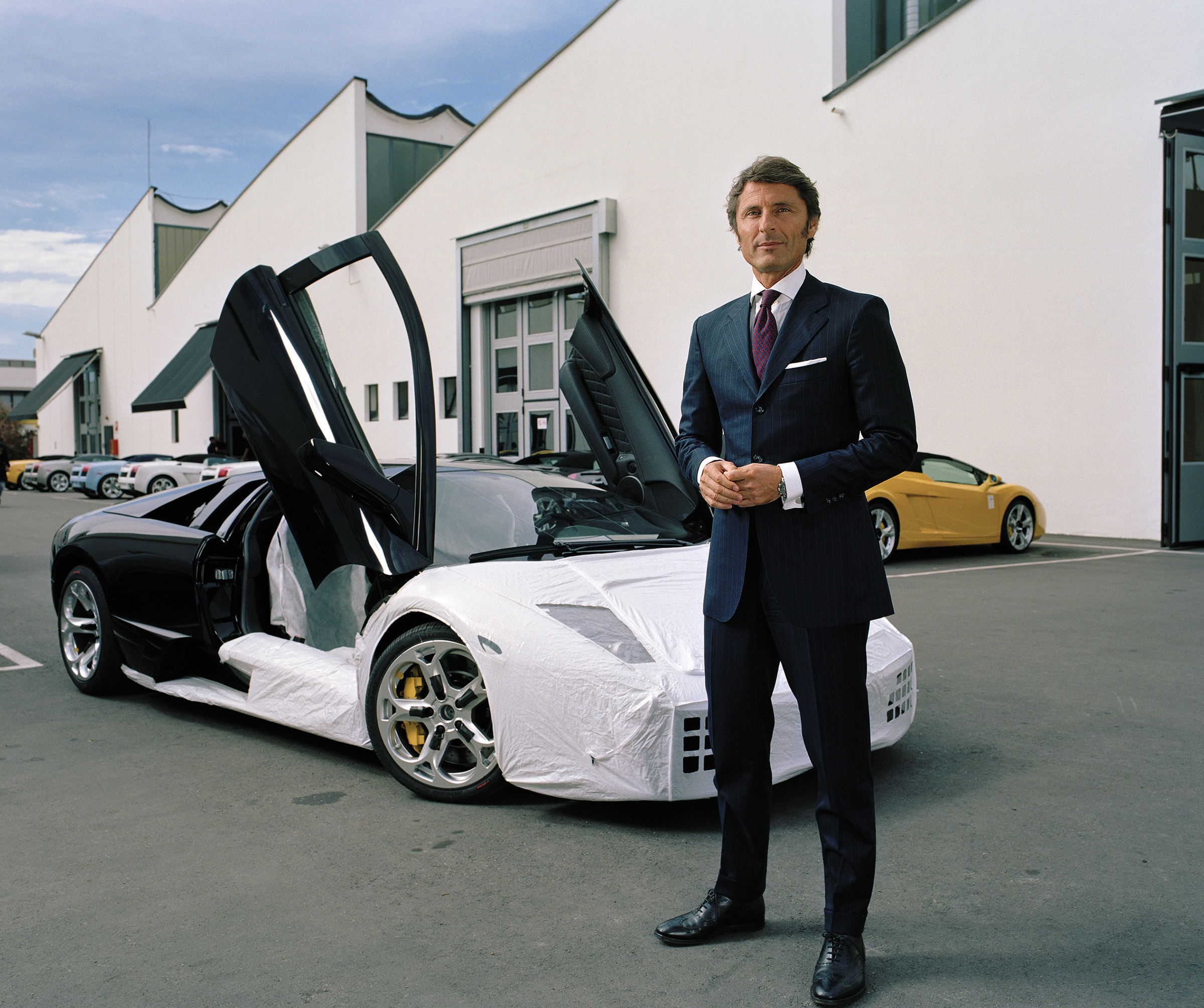
Stephan Winkelmann, Sant'Agata Bolognese 2007

## Biografia

### Vita privata

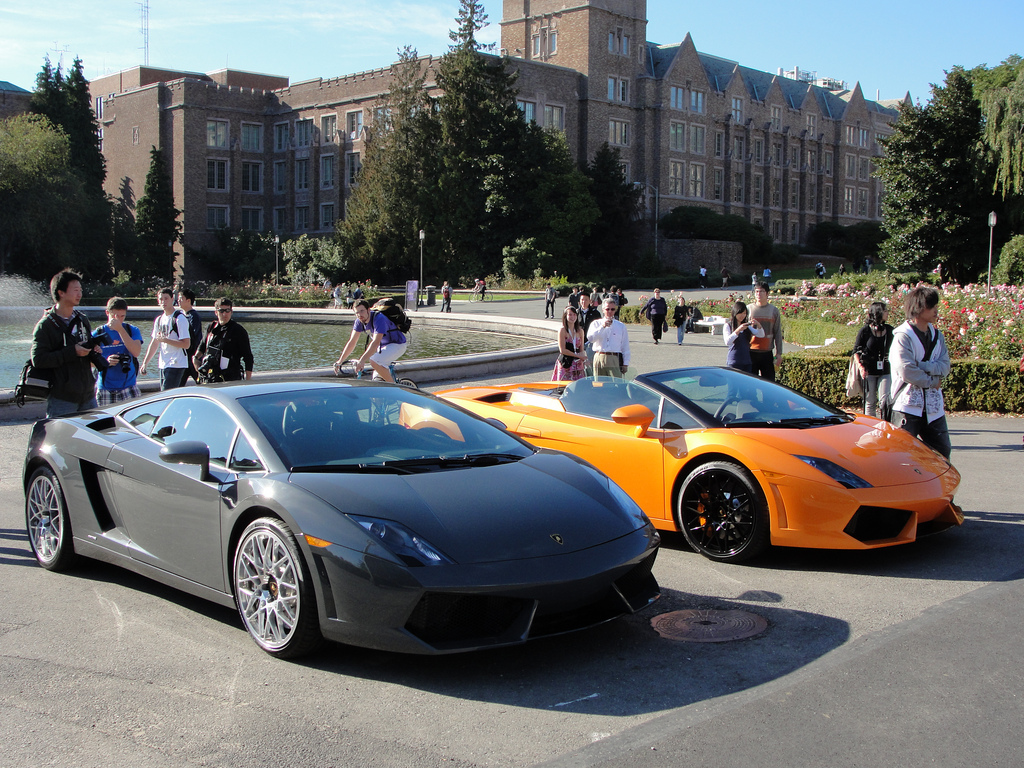
Lamborghini Gallardo, il modello più venduto sotto la presidenza di Winkelmann

Nato in Germania, ha passato però gran parte della sua vita, più di trent'anni, in Italia. Ha infatti vissuto per 20 anni a Roma, dove ha frequentato la Deutsche Schule Rom, tre a Torino e undici a Bologna, città in cui risiede.
Si è laureato in Scienze politiche a Monaco di Baviera, dopo aver frequentato l'università a Roma. Ha prestato servizio per due anni nel corpo dei paracadutisti dell'esercito tedesco, congedandosi con il grado di tenente.
Nel 1991, Winkelmann ha dato inizio alla sua carriera professionale, dapprima per un'Istituzione finanziaria, in seguito per Mercedes-Benz.
A partire dal 1994 e fino al 2004, ha svolto la sua attività lavorativa principale nel gruppo Fiat occupandosi dei settori marketing e commerciale in Italia, Germania, Austria e Svizzera fino a diventare amministratore delegato di Fiat Group Automobiles Germany AG.
Dal 2005 al 2016 ricopre l'incarico di presidente e amministratore delegato della Automobili Lamborghini S.p.A. a Sant'Agata Bolognese. Nel ricoprire queste funzioni, Winkelmann ha trasformato il marchio in uno dei produttori leader mondiali di auto supersportive. Il 22 febbraio 2016, dopo 11 anni, lascia il suo posto da amministratore delegato della Lamborghini.
Nella primavera 2016 viene nominato presidente di Audi Sport, la divisione sportiva dell'Audi.
Dal 1º gennaio 2018, Stephan Winkelmann è presidente di Bugatti Automobiles S.A.S.
A seguito della nomina di Stefano Domenicali a CEO e presidente della Formula 1, il 1º dicembre 2020 Winkelmann torna ad assumere i ruoli di presidente e amministratore delegato di Lamborghini Automobili.
Il 03 giugno 2024 a San Marino è stato nominato Cavaliere Grand'Ufficiale dell'Ordine Equestre di Sant'Agata.